# Sibylle Anderl
Sibylle Stefanie Anderl (* 29. November 1981 in Oldenburg (Oldb.)) ist eine deutsche Wissenschaftsjournalistin, Astrophysikerin und Philosophin.

## Leben und Wirken
Sibylle Anderl wuchs als Tochter eines Fachhochschuldozenten in Norddeutschland auf. Die Mutter arbeitete als Psychiaterin. Nach ihrem im Jahre 2000 an der Liebfrauenschule Oldenburg bestandenen Abitur mit den Leistungskursen Mathematik und Bildende Kunst nahm sie in Berlin ein Doppelstudium auf. Sie studierte am Zentrum für Astronomie und Astrophysik (ZAA) der Technischen Universität Berlin Physik und am Institut für Philosophie, Wissenschafts- und Technikgeschichte Philosophie auf Diplom und Magister mit Abschlussarbeiten in den Bereichen Astrophysik und Philosophie des Geistes.  Neben ihrem Studium illustrierte sie gesundheitspädagogische Schriften für Kinder.
Für ihre Doktorarbeit wechselte sie zum Argelander-Institut für Astronomie (AIfA) der Rheinischen Friedrich-Wilhelms-Universität in Bonn zu Frank Bertoldi. 2013 wurde sie im Fach Astrophysik über Stoßwellen im interstellaren Medium promoviert. Bereits während ihres Studiums besuchte sie das chilenische Paranal-Observatorium, das von der Europäischen Südsternwarte betrieben wird.
Von 2013 bis 2016 forschte Anderl als Postdoc am Institut de Planétologie et d’Astrophysique de Grenoble (IPAG) zu den Themen Sternentstehung und Astrochemie. Sie arbeitete am Plateau de Bure Interferometer (heute Noema) und beobachtete im Rahmen des CALYPSO-Projekts (Continuum And Lines in Young Proto Stellar Objects) mit einer Forschergruppe die molekulare Strahlung um IRAM 04191, einem bekannten Protostern der Klasse 0. Dem Institut gehört sie nach wie vor als Gastwissenschaftlerin an. Im Wintersemester 2018 lehrte sie an der Universität der Künste Berlin und im WS 2019 am  Munich Center for Mathematical Philosophy der Ludwig-Maximilians-Universität in München.
Sie lebt in Frankfurt am Main.

## Wissenschaftsjournalismus
Ab 2010 war Anderl als freie Mitarbeiterin für die Frankfurter Allgemeine Zeitung im Ressort Natur und Wissenschaft tätig. Ab 2017 arbeitete sie dort als Redakteurin und von Dezember 2021 bis Ende 2023 als Ressortleiterin. 2020/2021 erklärte sie, zusammen mit ihrem Redaktionskollegen Joachim Müller-Jung, unter anderem das Phänomen des Coronavirus. Anderls Redaktionskürzel in der FAZ war sian. Sie moderierte auch den Podcast F.A.Z.-Wissen, gemeinsam mit Joachim Müller-Jung. Ende September 2023 gab die Zeit-Verlagsgruppe bekannt, dass Anderl zum 1. Januar 2024 als Co-Ressortleiterin Wissen zur Zeit wechselt.
Anderl ist häufiger Gast und Moderatorin in Wissenschaftssendungen und auf Podien. Für den Kanal ARD alpha des Bayerischen Rundfunks interviewte sie in der Sendereihe Anderl trifft Nobelpreisträger Nobelpreisträger unter anderem aus dem Bereich der Physik. In fünf Teilen beleuchtete sie 2019 die Geschichte der Mondforschung.
Sie moderiert dort das monatliche Magazin Space Night science.
Seit Herbst 2021 ist Anderl – neben Armin Nassehi und Peter Felixberger – Mitherausgeberin der Kulturzeitschrift Kursbuch. Sie „soll vor allem relevante Erkenntnisse aus den Natur- und Lebenswissenschaften integrieren und dem Kursbuch so zu einer noch größeren Perspektivenvielfalt verhelfen.“

## Preise
- 2019: Hanno und Ruth Roelin-Preis für Wissenschaftspublizistik, Max-Planck-Institut für Astronomie, Heidelberg
- 2023: Medaille für naturwissenschaftliche Publizistik der Deutschen Physikalischen Gesellschaft[11]
- 2023: Helmut Fischer Preis für Wissenschaftskommunikation[12]
- 2024: Rudolf-Diesel-Medaille für Beste Medienkommunikation[13]

## Publikationen (Auswahl)
- Das Universum und ich. Die Philosophie der Astrophysik. Hanser, München 2017, ISBN 978-3-446-25663-7.
- Kampf der Egos. Von der Selbstüberschätzung der Inkompetenten und den Selbstzweifeln der Leistungsträger. Kursbuch 199, Hamburg 2019, ISBN 978-3-96196-118-4.
- Physik des Lebens. Reflexionen kosmischen Ausmaßes. Kursbuch 203, Hamburg 2020, ISBN 978-3-96196-196-2.
- Dunkle Materie: Das große Rätsel der Kosmologie. C.H.Beck Wissen, München 2022, ISBN 978-3-406-78360-9.
- mit Claus Leggewie: Die Sonne. Eine Entdeckung, Matthes & Seitz, Berlin 2024, ISBN 978-3-7518-2041-7.

## Illustrationen
- mit Gabriele Hoeltzenbein (Text:) Fipsi & Maxi – und die Kinder vom See. Band 1. Auer Verlag, Augsburg 2002, ISBN 978-3-403-03587-9.
- mit Gabriele Hoeltzenbein (Text:) Fipsi & Maxi – auf abenteuerlicher Reise. Band 2. Auer Verlag, Augsburg 2002, ISBN 978-3-403-03589-3.
- mit Gabriele Hoeltzenbein (Text:) Fipsi & Maxi – und die Sache mit Willi. Band 3. Auer Verlag, Augsburg 2003, ISBN 978-3-403-03588-6.
- mit Gabriele Hoeltzenbein (Text:) Fipsi & Maxi – Rettung in letzter Sekunde. Band 4. Auer Verlag, Augsburg 2005, ISBN 978-3-403-03590-9.
- Die Feuersalamanderin (Text: Kain Karawahn, Illustrationen: Sibylle Anderl). 2. Auflage. Edition FeuerKinderBuch, Berlin 2015.